# هنري فرانسوا ماريون
هنري فرانسوا ماريون (بالفرنسية: Henri Marion)‏ هو فيلسوف فرنسي، ولد في 9 سبتمبر 1846 في Saint-Parize-en-Viry ‏ في فرنسا، وتوفي في 5 أبريل 1896 في باريس في فرنسا.